# 북에 고한다
북에 고한다는 한국에서 제작된 김묵 감독의 1965년 영화이다. 장동휘 등이 주연으로 출연하였고 홍성칠 등이 제작에 참여하였다.

## 출연

### 주연
- 장동휘
- 김석훈
- 황수연

## 제작진
- 조명: 설학랑
- 미술: 홍명기